# Rethymno

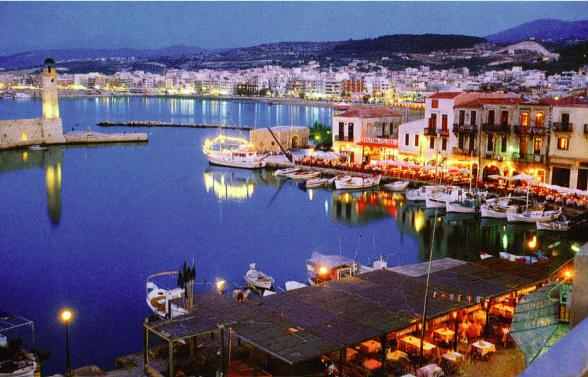
Hamnen nattetid

Rethymno eller Rethymnon (grekiska Ρέθυμνο) är en stad på ön Kreta med runt 50 000 invånare. Den är huvudstad i prefekturen Nomós Rethýmnis.
Rethymno är ett populärt turistmål. Staden är känd för sin vackra venetianska hamn från 1600-talet, fortet fortezza samt bevarad uråldrig byggnadsarkitektur. I staden finns också ett universitet.